# Comitia tributa
Sinds de 5e eeuw v.Chr. kwamen in het oude Rome de plebejers bijeen in de concilia plebis om, gegroepeerd per tribus (dit is een territoriale eenheid), de tribuni plebis en de aediles plebis te verkiezen, en andere besluiten (plebiscita) te nemen.
Door de Lex Hortensia van 287 v.Chr. werden de plebiscita met wetten gelijkgesteld en werden ze van rechtswege bindend voor het gehele volk (dit is ook voor de patriciërs). Sindsdien werden de concilia plebis gewoonlijk comitia tributa plebis genoemd, en vermoedelijk ook door vele patriciërs bijgewoond. Deze vergaderingen werden door een tribunus plebis samengeroepen en voorgezeten, en vonden gewoonlijk plaats op het Capitool.
Naar het voorbeeld van de comitia tributa plebis vergaderde mettertijd ook het gehele Romeinse volk (dit is niet uitsluitend de plebejers!) in comitia tributa populi. In deze comitia kozen, onder het voorzitterschap van een consul of praetor, de patriciërs en plebejers samen de quaestoren, de aediles curules en de tribuni militum, evenals de lagere magistraten zoals de XXVI-viri.
Na de lex Hortensia werd ook over de meeste wetsvoorstellen in de comitia tributa populi gestemd.